# Municipio de Holt (Nebraska)
El municipio de Holt (en inglés, Holt Township) es una subdivisión administrativa del condado de Gage, Nebraska, Estados Unidos. Según el censo de 2020, tiene una población de 474 habitantes.

## Geografía
Está ubicado en las coordenadas 40°23′26″N 96°44′33″O / 40.39056, -96.74250. Según la Oficina del Censo de los Estados Unidos, tiene una superficie total de 93,18 km², de la cual 92,65 km² corresponden a tierra firme y (0,57 %) 0,53 km² es agua.

## Demografía
Según el censo de 2020, hay 474 personas residiendo en la zona. La densidad de población es de 5,12 hab./km². El 95,36 % de los habitantes son blancos; el 0,42 % son amerindios; el 0,21 % es de otra raza, y el 4,01 % son de una mezcla de razas. Del total de la población, el 0,84 % son hispanos o latinos de cualquier raza.